# Who’s Laughing Now (album)
Who’s Laughing Now – pierwszy album studyjny amerykańskiej grupy funk-metalowej L.A.P.D., wydany 3 maja 1991 roku przez Triple X Records. Utwory z albumu w 1997 pokazały się na kompilacji L.A.P.D. wraz z utworami z Love and Peace Dude.

## Skład
- James 'Munky' Shaffer – gitara
- Reginald 'Garr/Garfield' Arvizu – bas
- David Silveria – perkusja
- Richard 'Moral' Morrill – wokal

### Gościnnie
- Valerie Hanna – wokal
- Vince Suzuki – saksofon

## Lista utworów
1. „P.M.S.” – 5:14
2. „Don't Label Me” – 5:06
3. „St. Ides” – 4:34
4. „All My Life” – 0:43
5. „Who's Got The Number” – 2:30
6. „Excuse Me” – 4:48
7. „Listen ( Do What I Say )” – 3:29
8. „Doe Tee Beat” – 0:16
9. „Slicky Slixter” – 2:37
10. „Place In France” – 2:16
11. „Number 7" – 1:04